# 1959 na Alemanha
Esta é uma cronologia dos fatos acontecimentos de ano 1959 na Alemanha.

## Eventos
- 28 de junho: O Eintracht Frankfurt conquista o campeonato de futebol alemão-ocidental ao vencer o Kickers Offenbach por 5 a 3.
- 1 de julho: Heinrich Lübke é eleito presidente da Alemanha Ocidental.
- 26 a 27 de agosto: Dwight D. Eisenhower torna-se o primeiro presidente dos Estados Unidos a visitar à Alemanha Ocidental.